# خطمي إفريقي

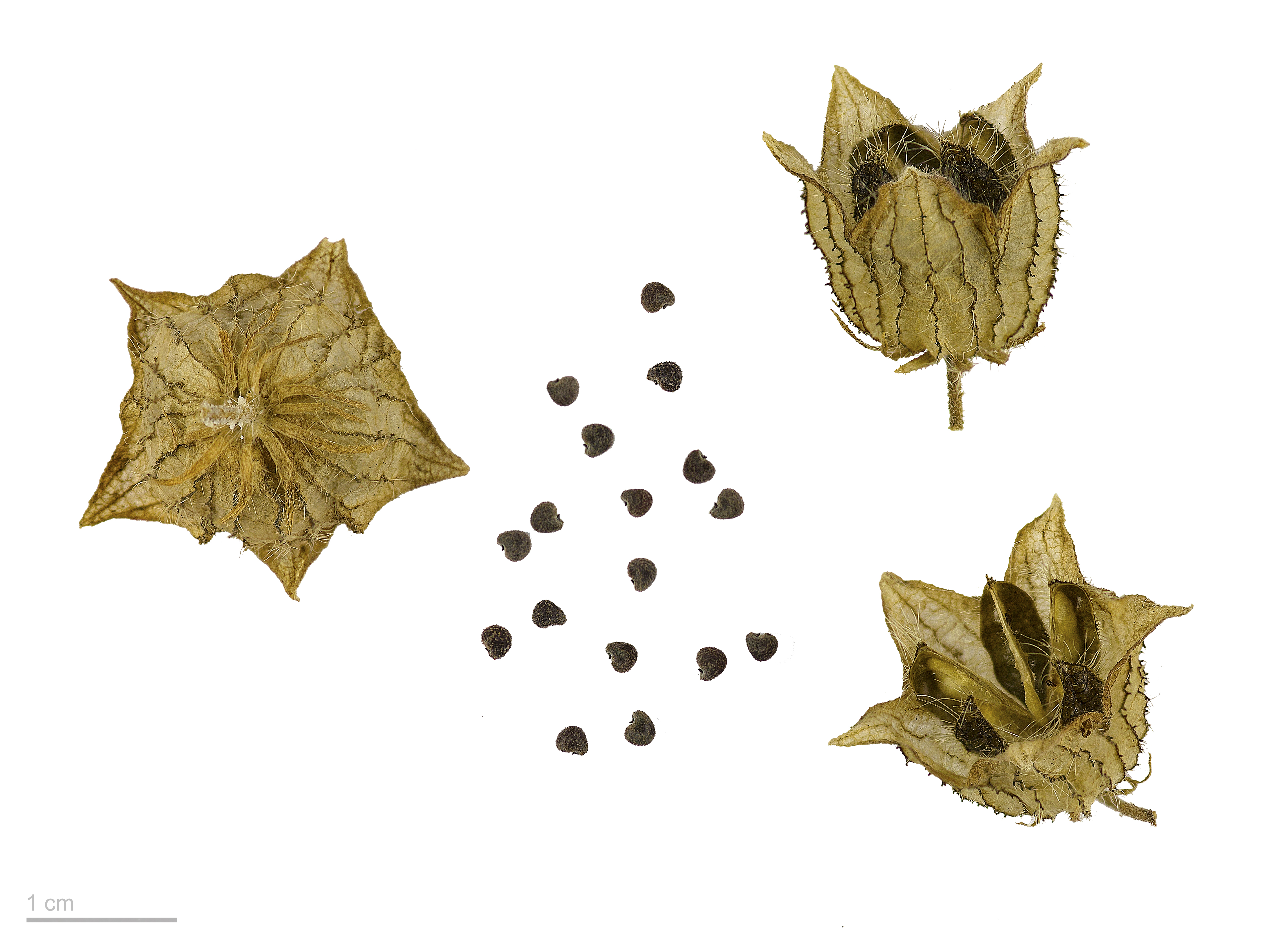
بذور خطمي إفريقي

خِطْمِيّ إفريقي أو عبرة أو ثيل شيطاني هو نبات حولي مهده العالم القديم المناطق المدارية وشبه الاستوائية. انتشر في جميع أنحاء جنوب أوروبا كحشيش وزُرع نبات للزينة في الحدائق. أدخل إلى الولايات المتحدة ليكون نبات زينة حيث جُنِّس ليكون عشبًا في الأراضي الزراعية والأراضي الشاغرة ، خاصة على الأرض المضطربة. أزهاره تفتح من الساعة الثامنة إلى الظهر ثم تنطبق حتى الساعة الثامنة من اليوم التالي.